# Хоптинці
Хо́птинці — село в Україні, у Сатанівській громаді Хмельницького району Хмельницької області. Центр Хоптинецького старостинського округу. Населення становить 552 осіб. Орган місцевого самоврядування — Сатанівська селищна рада.
До реформи 2020 року було адміністративним центром Хоптинецької сільської ради Городоцького району Хмельницької області.

## Символіка

### Герб
Щит поділений скошено чотири рази срібним хрестом. У першій лазуровій частині золоте сонце з шістнадцятьма променями. Друга і третя частини червоні. У четвертій зеленій три срібних коси в балку, лезами вгору, кожна верхня менша від нижньої. Щит вписаний в декоративний картуш, унизу якого напис «ХОПТИНЦІ», і увінчаний золотою сільською короною.

### Прапор
Квадратне полотнище поділене косим білим хрестом з шириною рамен в 1/8 ширини прапора. На верхній синій частині жовте сонце з шістнадцятьма променями. Держакова і вільна частини червоні. На нижній зеленій три білих горизонтальних коси лезами догори, вістрями до держалка частини.

### Пояснення символіки
Золоте сонце — символ Поділля, коси — натяк на назву села (косити хопту).

### Відомі постатті
Веселовський Олександр Опанасович - український банкір

## Галерея

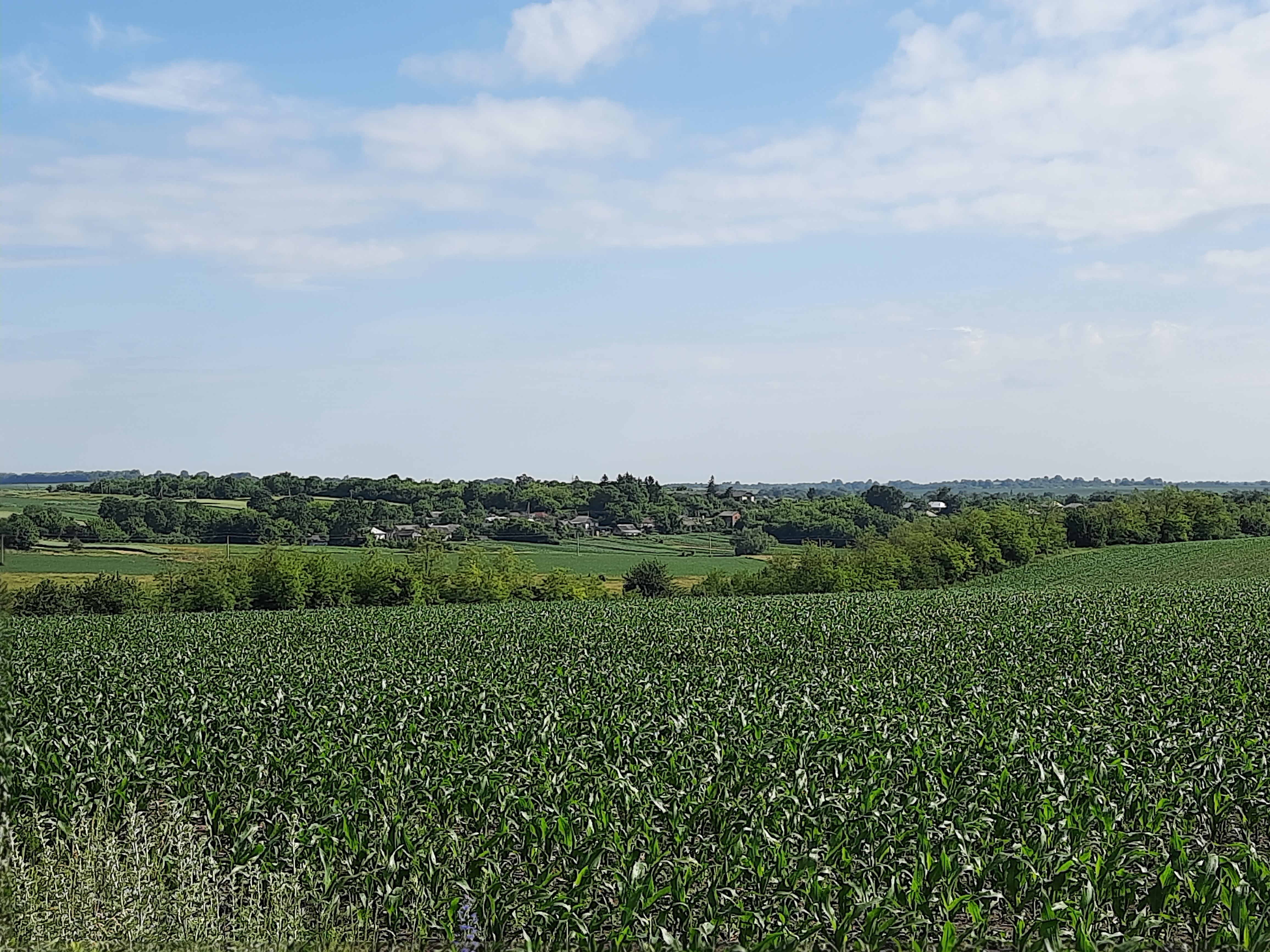
Вигляд на село
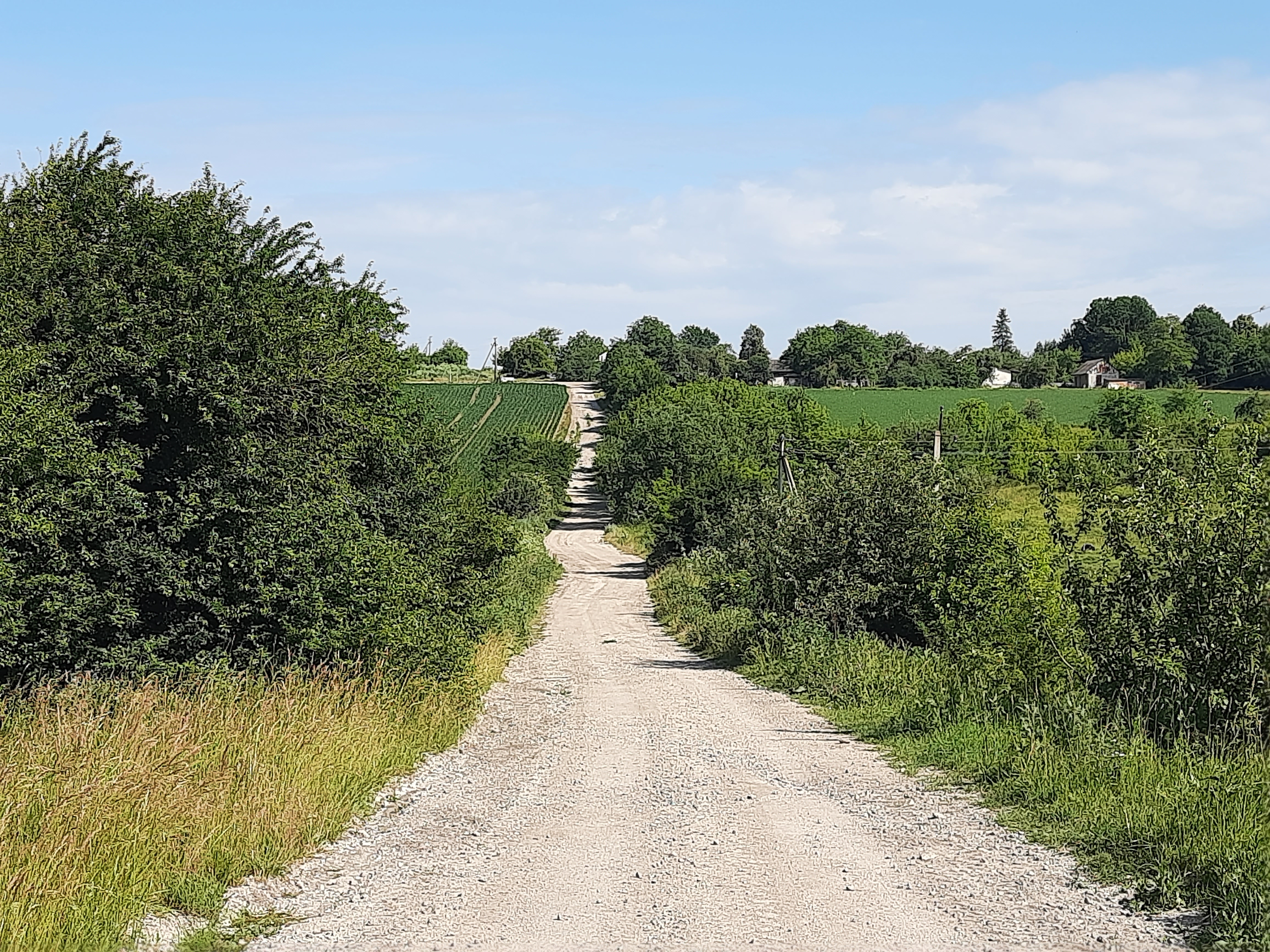
Дорога в село
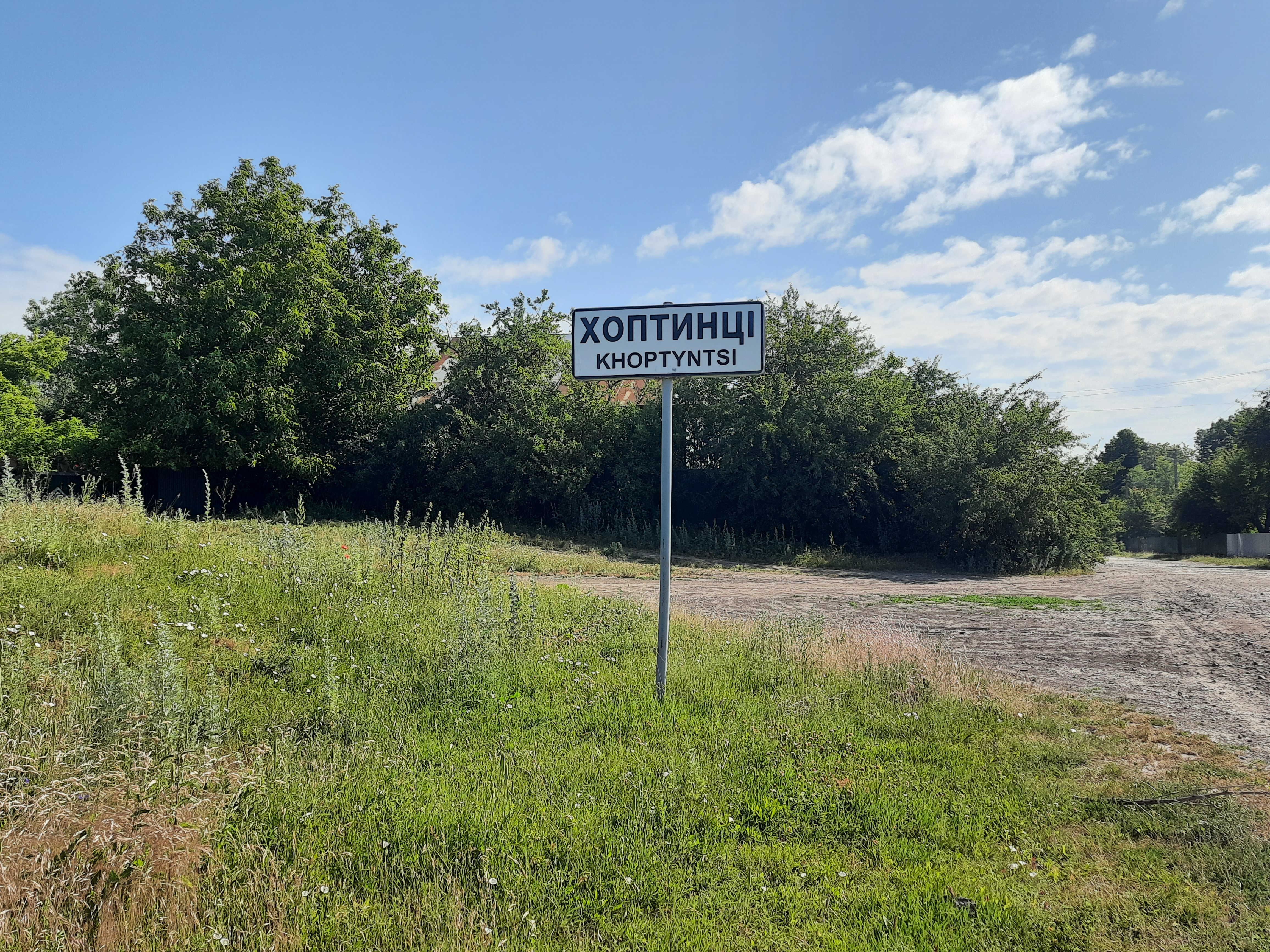
Дорожній знак при в'їзді в село
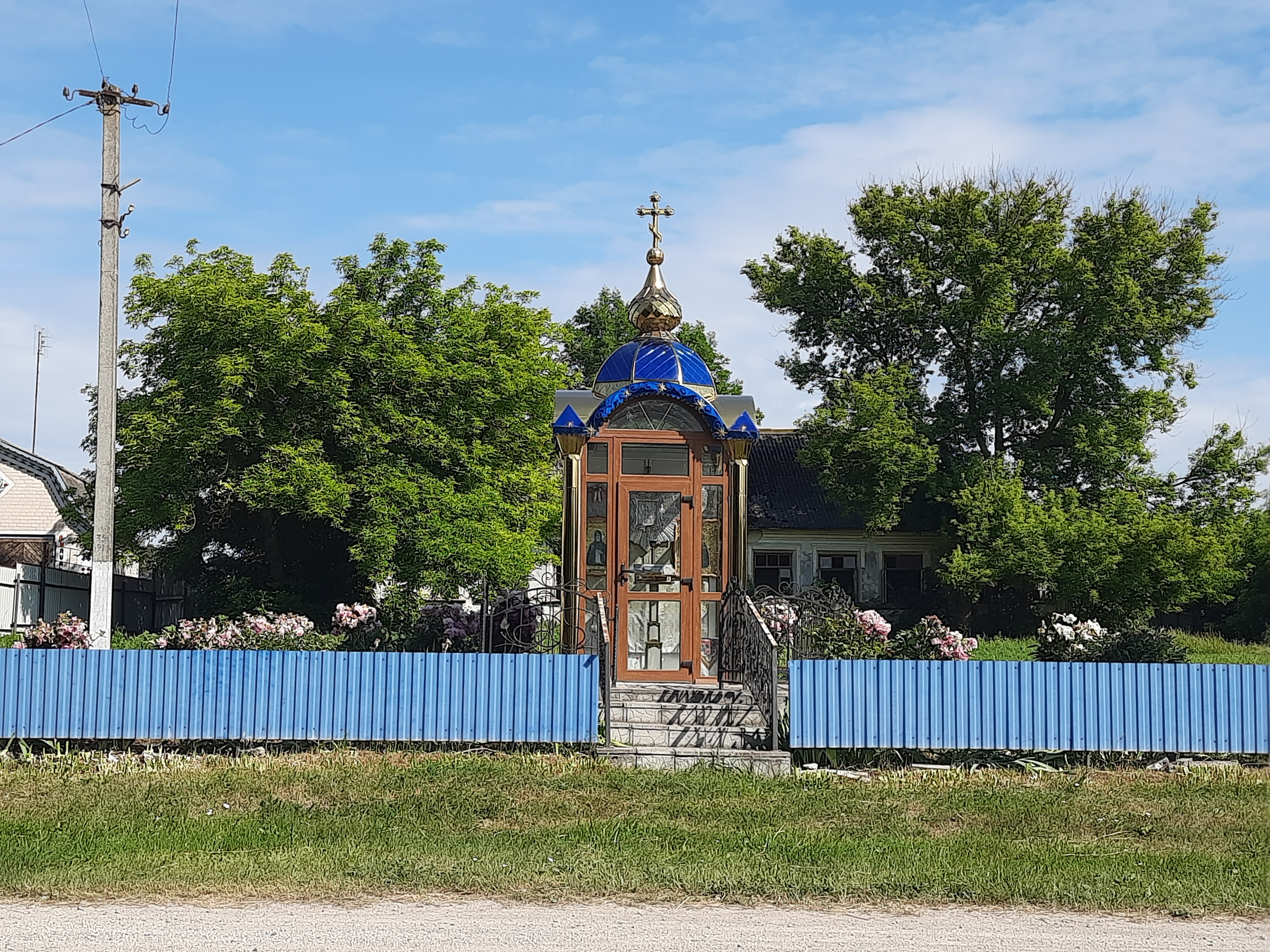
Капличка
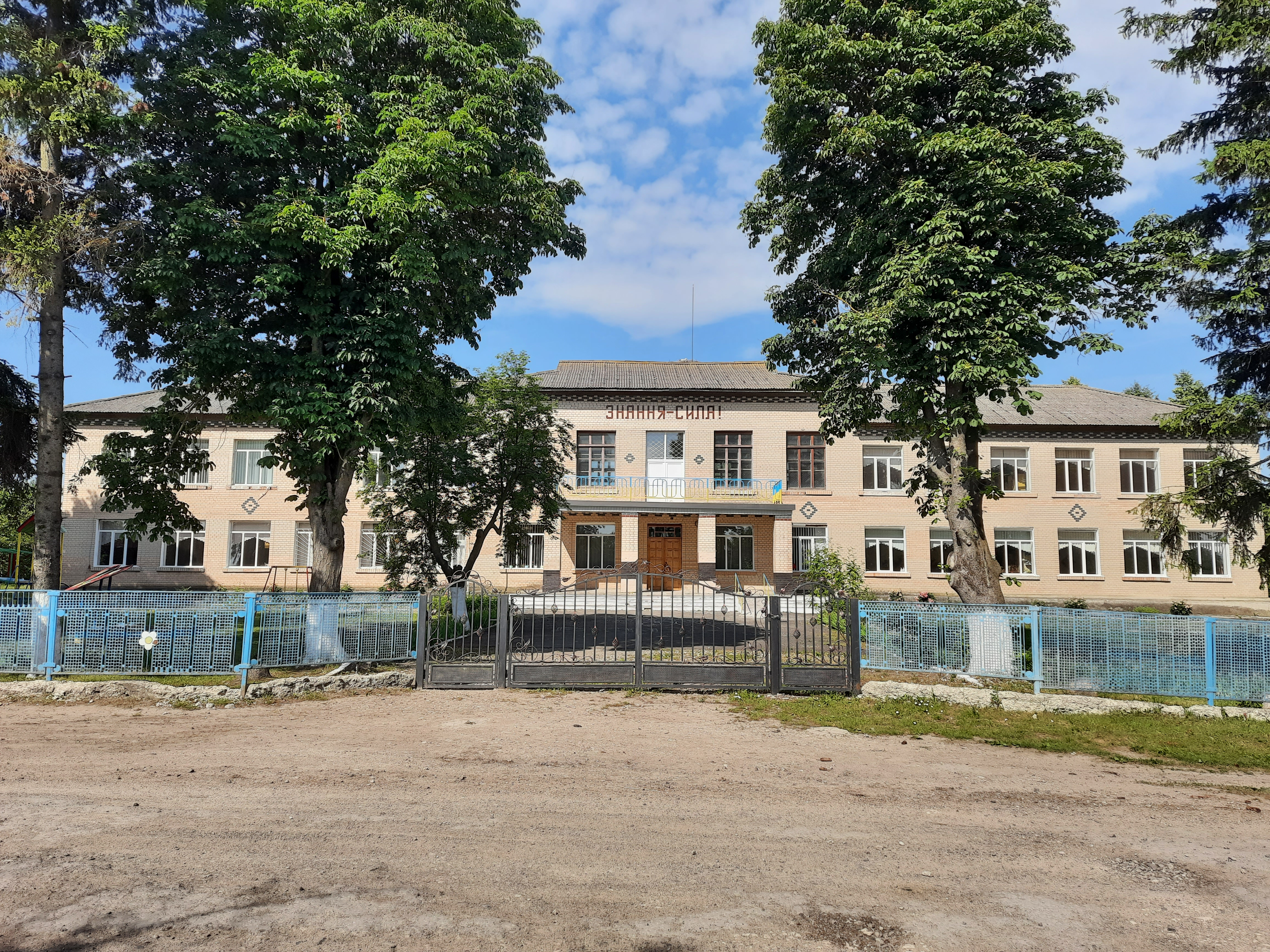
Школа
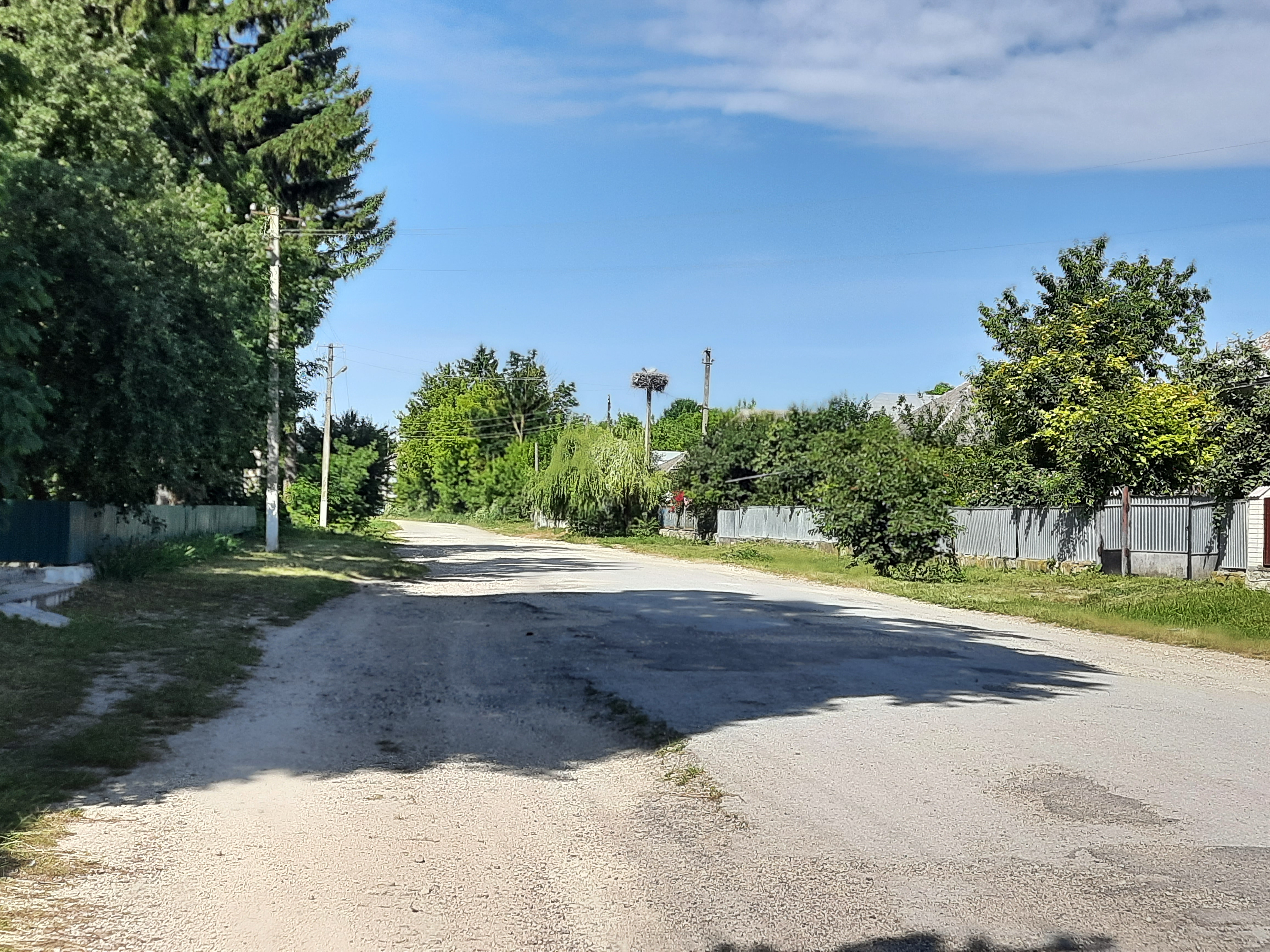
Сільська вулиця
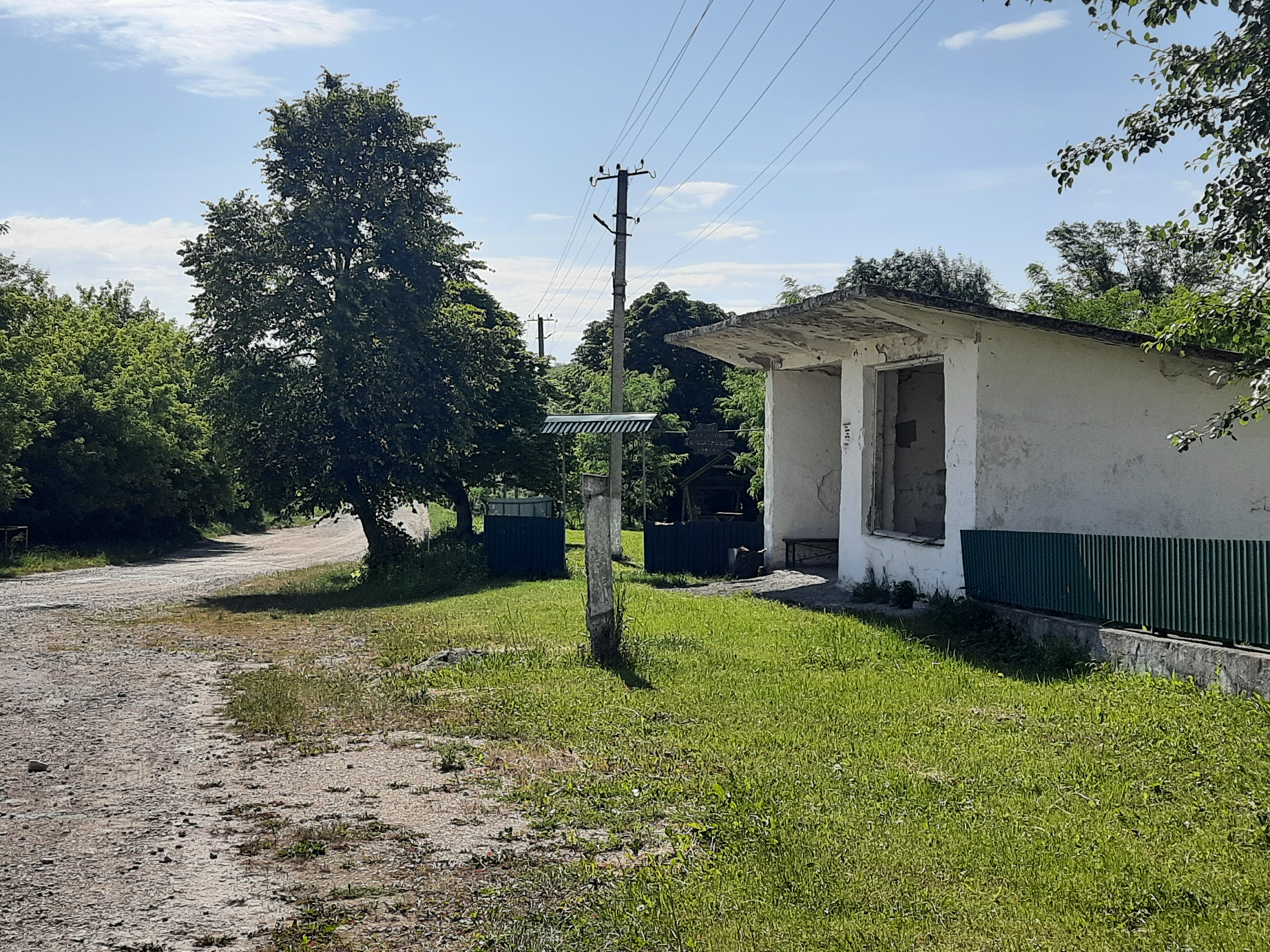
Автобусна зупинка
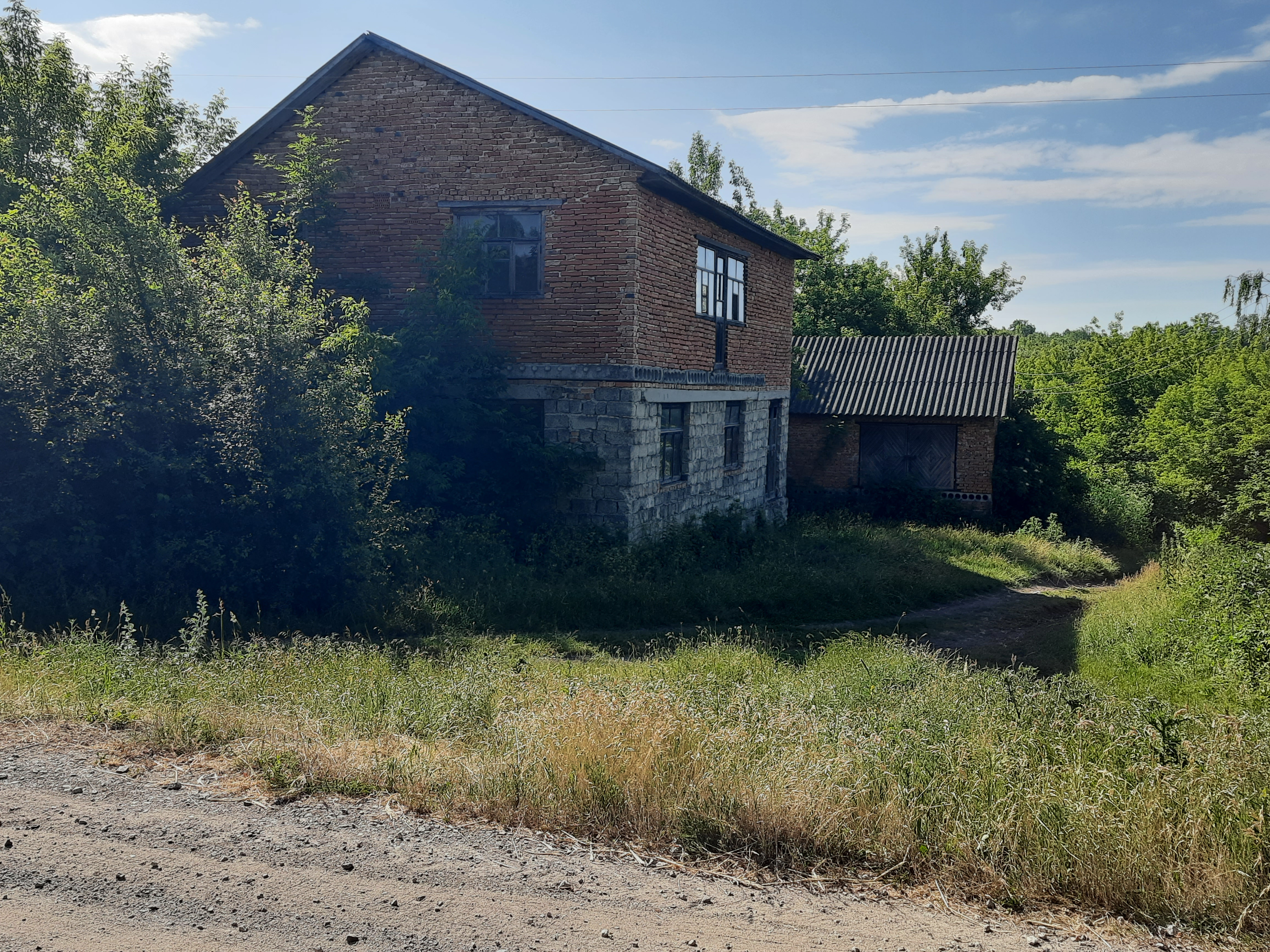
Господарська будівля
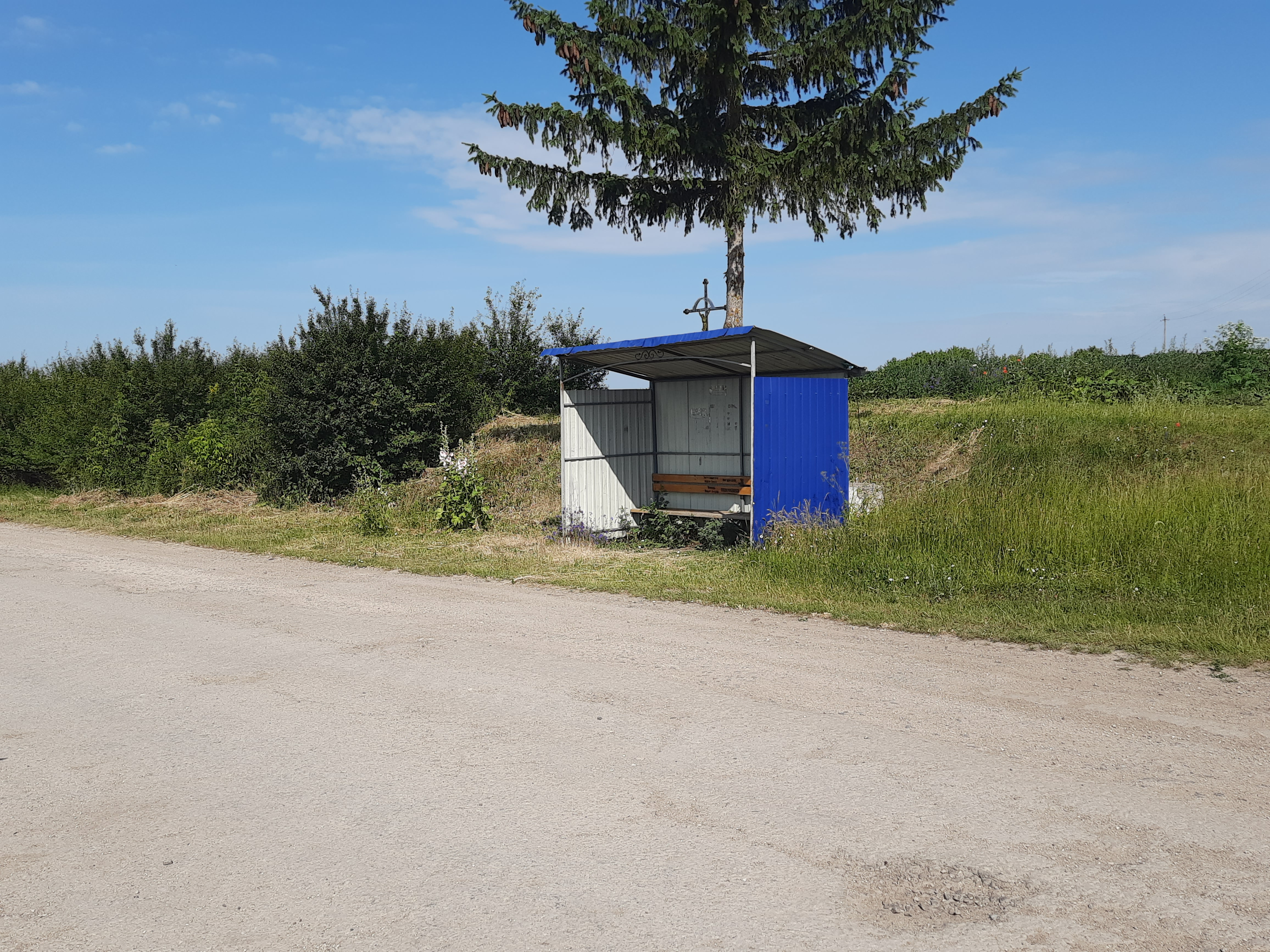
Автобусна зупинка на околиці